# Caesarius från Heisterbach

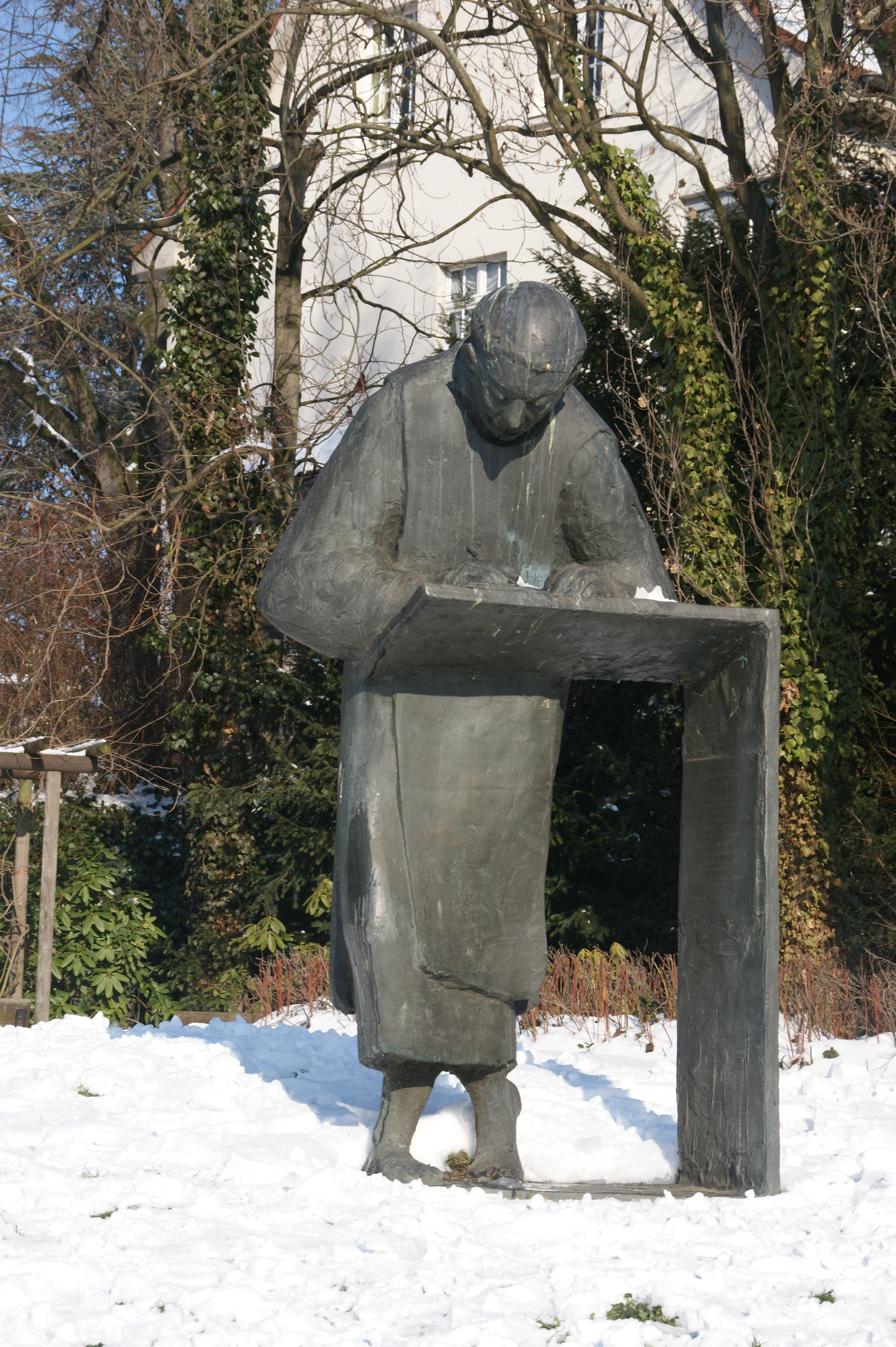
Staty föreställande Caesarius av Ernemann Sander i Königswinter-Oberdollendorf

Caesarius från Heisterbach, född omkring 1170 och död omkring 1240, var en tysk munk.
Caesarius inträdde 1199 som munk i cistencienserklostret Heisterbach nära Bonn, där han 1228 valdes till prior. Det mest berömda bland Caesarius många verk är Dialogus magnus visionum atque miraculorum. Libri XII, en samling berättelser om helgon och demoner med uppbyggligt och underhållande syfte, vilke redan under medeltiden vann stor spridning. Caesarius utabetade även en levnadsteckning över Engelbert, ärkebiskop av Köln.